# 超級金球獎
超級金球獎（法語：Super Ballon d'Or）是由足球雜誌《法國足球》設立的獎項，頒予近三十年最佳職業足球員。目前只在1989年頒發過一次。
該獎項得獎者由觀眾讀者、《法國足球》評委小組以及前金球獎得主們投票選出。由於當時（1989年）只有歐洲藉球員有資格競逐金球獎，因此比利及馬勒當拿等非歐洲藉球員皆不會入選。

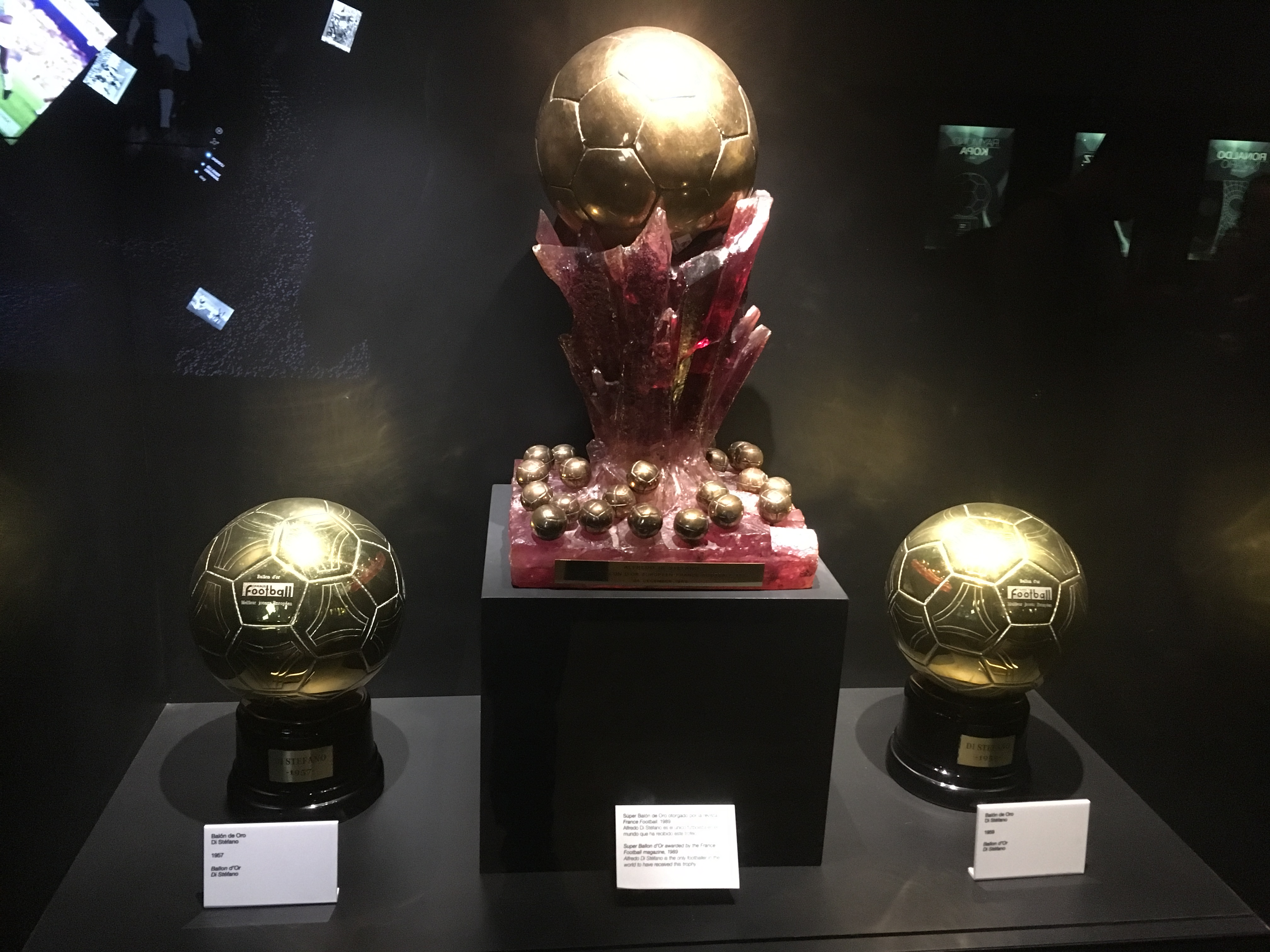
迪史提芬奴贏得的兩個金球獎（1957年及1959年）和超級金球獎座。

一直以來，1989年超級金球獎獎座都放在皇家馬德里主場班拿貝球場展出。直至2021年，迪史提芬奴的後代拍賣了他的遺物。該獎座成為其中一件物品以187,500英鎊價錢賣給一位匿名買家，目前位置不明。

## 歷屆得主
| 年份 | 排名 | 球員              |
| ---- | ---- | ----------------- |
| 1989 | 獲獎 | 艾法度·迪史提芬奴 |
| 1989 | 亞   | 祖漢·告魯夫       |
| 1989 | 季   | 米高·柏天尼       |

## 資料來源
1. ↑  .   [21 December 2022]. （原始内容存档于2018-06-20） （英语）.
2. ↑  Adán, David. . Diario AS.   [2023-01-06]. （原始内容存档于2023-02-22）.
3. ↑  . The Times of India. 23 August 2021  [2023-01-06]. （原始内容存档于2023-01-06）.
4. ↑  . SPORTbible.   [2023-02-14]. （原始内容存档于2023-06-08） （英语）.